# Julius Wohlers
Julius Wohlers, né le 31 octobre 1867 à Hambourg et mort le 4 septembre 1953 à Königreich, est un peintre, aquafortiste et lithographe.

## Biographie
Julius Wohlers naît le 31 octobre 1867 à Hambourg.
Son père Johann Christopher Wohlers (mort en 1901) est marié à Minna Elisabeth, née Dameck.
À partir de 1882, il suit des cours à l'école de peinture privée du peintre danois Peter Alfred Schou (en) à Hambourg. De 1886 à 1889 il étudie la peinture et la gravure à l'Académie de Berlin. Après son service militaire, en 1890 il est élève de Peter Alfred Schou à Copenhague.
Avant 1901 il peint Mädchen im rosa Kleid.
Julius Wohlers meurt le 4 septembre 1953 à Königreich.

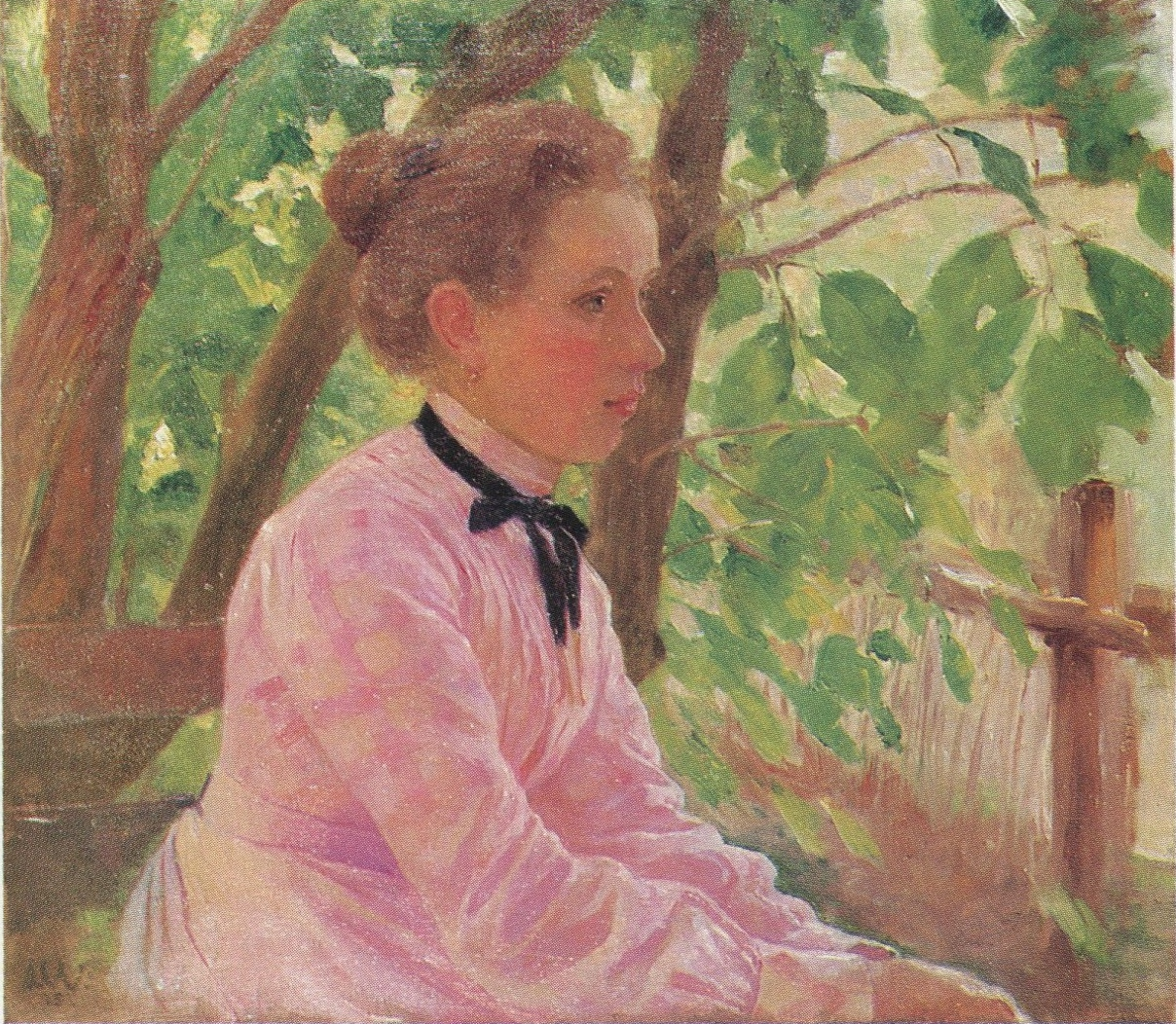
Mädchen im rosa Kleid (avant 1901).
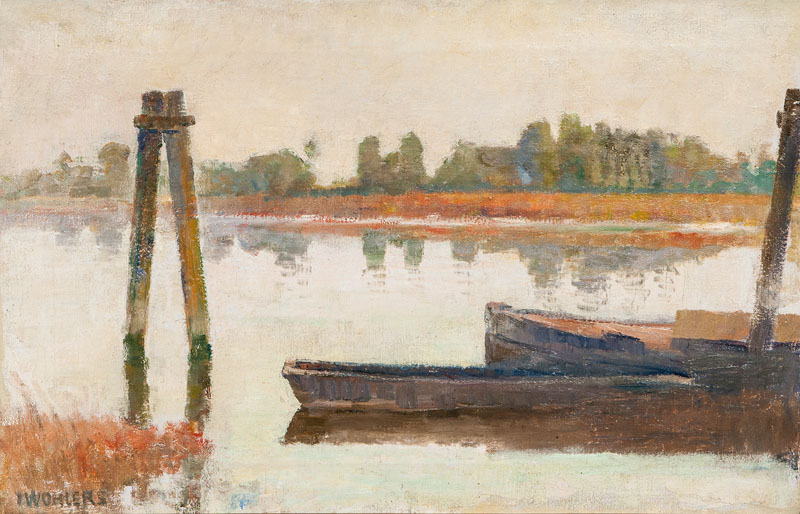
Blick auf das Alte Land (n. d.).